# Noth
 Noth  es una comuna   (municipio) de Francia, en la región de Lemosín, departamento de Creuse, en el distrito de Guéret y cantón de La Souterraine.
Su población en el censo de 1999 era de 459 habitantes.
Está integrada en la Communauté de communes du Pays Sostranien.
En sus proximidades se encuentra el Etang de la Grande Cazine.

## Demografía
| 499 | 544 | 515 | 451 | 477 | 459 |
| Para los censos de 1962 a 1999 la población legal corresponde a la población sin duplicidades (Fuente: INSEE [Consultar]) |     |     |     |     |     |